# Istanbul Cup 2014 - Qualificazioni singolare
Le qualificazioni del singolare dell'Istanbul Cup 2014 sono state un torneo di tennis preliminare per accedere alla fase finale della manifestazione. I vincitori dell'ultimo turno sono entrati di diritto nel tabellone principale. In caso di ritiro di uno o più giocatori aventi diritto a questi sono subentrati i lucky loser, ossia i giocatori che hanno perso nell'ultimo turno ma che avevano una classifica più alta rispetto agli altri partecipanti che avevano comunque perso nel turno finale.

## Giocatrici

### Teste di serie
1. Johanna Konta (qualificata)
2. Kristýna Plíšková (qualificata)
3. Alexandra Dulgheru (qualificata)
4. Tereza Smitková (primo turno)
5. Nadežda Kičenok (primo turno)
6. Mandy Minella (primo turno)

1. Kateryna Kozlova (qualificata)
2. Kateřina Siniaková (qualificata)
3. Alla Kudrjavceva (ultimo turno)
4. Aljaksandra Sasnovič (ultimo turno)
5. Ana Konjuh (qualificata)
6. Ayumi Morita (primo turno)

### Qualificate
1. Johanna Konta
2. Ana Konjuh
3. Alexandra Dulgheru

1. Kateryna Kozlova
2. Elizaveta Kuličkova
3. Kateřina Siniaková

## Tabellone

### Legenda
| - Q = Qualificato - WC = Wild card - LL = Lucky loser | - ALT = Alternate - SE = Special Exempt - PR = Protected Ranking | - w/o = Walkover - r = Ritirato - d = Squalificato |

### Sezione 1
|  | Primo turno | Primo turno      | Primo turno      | Primo turno | Primo turno |  |  | Secondo turno    | Secondo turno    | Secondo turno    | Secondo turno | Secondo turno |  |
|  |             |                  |                  |             |             |  |  |                  |                  |                  |               |               |  |
|  | 1           | Johanna Konta    | Johanna Konta    | 6           | 6           |  |  |                  |                  |                  |               |               |  |
|  | WC          | Melis Sezer      | Melis Sezer      | 0           | 2           |  |  | Johanna Konta    | Johanna Konta    | Johanna Konta    | 6             | 6             |  |
|  | WC          | Ayla Aksu        | Ayla Aksu        | 1           | 4           |  |  | Alla Kudrjavceva | Alla Kudrjavceva | Alla Kudrjavceva | 3             | 1             |  |
|  | 9           | Alla Kudrjavceva | Alla Kudrjavceva | 6           | 6           |  |  |                  |                  |                  |               |               |  |

### Sezione 2
|  | Primo turno | Primo turno       | Primo turno       | Primo turno | Primo turno |  |  | Secondo turno     | Secondo turno     | Secondo turno | Secondo turno | Secondo turno |  |
|  |             |                   |                   |             |             |  |  |                   |                   |               |               |               |  |
|  | 2           | Kristýna Plíšková | Kristýna Plíšková | 6           | 6           |  |  |                   |                   |               |               |               |  |
|  | WC          | Pemra Özgen       | Pemra Özgen       | 3           | 4           |  |  | Kristýna Plíšková | Kristýna Plíšková | 4             | 6             | 3             |  |
|  |             | Sesil Karatančeva | Sesil Karatančeva | 4           | 2           |  |  | Ana Konjuh        | Ana Konjuh        | 6             | 3             | 6             |  |
|  | 11          | Ana Konjuh        | Ana Konjuh        | 6           | 6           |  |  |                   |                   |               |               |               |  |

### Sezione 3
|  | Primo turno | Primo turno          | Primo turno          | Primo turno | Primo turno |  |  | Secondo turno        | Secondo turno        | Secondo turno        | Secondo turno | Secondo turno |  |
|  |             |                      |                      |             |             |  |  |                      |                      |                      |               |               |  |
|  | 3           | Alexandra Dulgheru   | Alexandra Dulgheru   | 6           | 6           |  |  |                      |                      |                      |               |               |  |
|  |             | Paula Kania          | Paula Kania          | 2           | 0           |  |  | Alexandra Dulgheru   | Alexandra Dulgheru   | Alexandra Dulgheru   | 6             | 7             |  |
|  |             | Julija Bejhel'zymer  | Julija Bejhel'zymer  | 1           | 1           |  |  | Aljaksandra Sasnovič | Aljaksandra Sasnovič | Aljaksandra Sasnovič | 3             | 64            |  |
|  | 10          | Aljaksandra Sasnovič | Aljaksandra Sasnovič | 6           | 6           |  |  |                      |                      |                      |               |               |  |

### Sezione 4
|  | Primo turno | Primo turno      | Primo turno      | Primo turno | Primo turno |  |  | Secondo turno    | Secondo turno    | Secondo turno | Secondo turno | Secondo turno |  |
|  |             |                  |                  |             |             |  |  |                  |                  |               |               |               |  |
|  | 4           | Tereza Smitková  | Tereza Smitková  | 4           | 0           |  |  |                  |                  |               |               |               |  |
|  |             | Misa Eguchi      | Misa Eguchi      | 6           | 6           |  |  | Misa Eguchi      | Misa Eguchi      | 2             | 6             | 2             |  |
|  |             | Ljudmyla Kičenok | Ljudmyla Kičenok | 1           | 4           |  |  | Kateryna Kozlova | Kateryna Kozlova | 6             | 2             | 6             |  |
|  | 7           | Kateryna Kozlova | Kateryna Kozlova | 6           | 6           |  |  |                  |                  |               |               |               |  |

### Sezione 5
|  | Primo turno | Primo turno         | Primo turno         | Primo turno | Primo turno |  |  | Secondo turno       | Secondo turno       | Secondo turno       | Secondo turno | Secondo turno |  |
|  |             |                     |                     |             |             |  |  |                     |                     |                     |               |               |  |
|  | 5           | Nadežda Kičenok     | Nadežda Kičenok     | 2           | 1           |  |  |                     |                     |                     |               |               |  |
|  | WC          | Elizaveta Kuličkova | Elizaveta Kuličkova | 6           | 6           |  |  | Elizaveta Kuličkova | Elizaveta Kuličkova | Elizaveta Kuličkova | 6             | 6             |  |
|  | PR          | Melinda Czink       | 64                  | 6           | 6           |  |  | Melinda Czink       | Melinda Czink       | Melinda Czink       | 1             | 1             |  |
|  | 12          | Ayumi Morita        | 7                   | 3           | 1           |  |  |                     |                     |                     |               |               |  |

### Sezione 6
|  | Primo turno | Primo turno        | Primo turno   | Primo turno | Primo turno |  |  | Secondo turno      | Secondo turno      | Secondo turno      | Secondo turno | Secondo turno |  |
|  |             |                    |               |             |             |  |  |                    |                    |                    |               |               |  |
|  | 6           | Mandy Minella      | Mandy Minella | 3           | 1           |  |  |                    |                    |                    |               |               |  |
|  |             | Ons Jabeur         | Ons Jabeur    | 6           | 6           |  |  | Ons Jabeur         | Ons Jabeur         | Ons Jabeur         | 2             | 3             |  |
|  |             | Marta Sirotkina    | 4             | 6           | 3           |  |  | Kateřina Siniaková | Kateřina Siniaková | Kateřina Siniaková | 6             | 6             |  |
|  | 8           | Kateřina Siniaková | 6             | 2           | 6           |  |  |                    |                    |                    |               |               |  |